# Alphonse Poirée

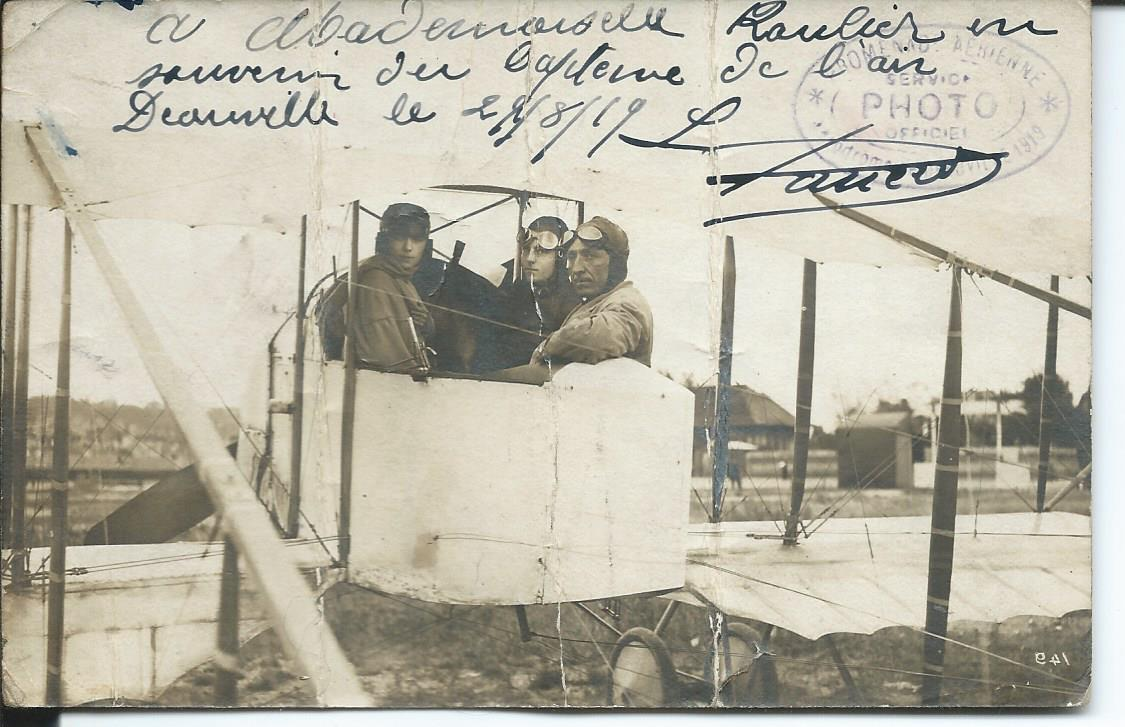

Alphonse Poirée, né le 31 décembre 1883 à Gron (Cher) et mort le 14 novembre 1922 à Villepinte (Seine-et-Oise), est un aviateur français, combattant de la Première Guerre mondiale, puis pilote d'essai après-guerre.

## Biographie
Il a remporté en 1921 la Coupe Michelin sur le circuit français aux commandes d'un Caudron C.60, mais cette victoire a été contestée par l'Italie.

## Distinctions

### Russie
- chevalier de l’Ordre de Saint-Georges (Russie)

- Citation à l'ordre de l'armée russe de l'adjudant Alphonse Poirée, pilote dans l'armée russe[3] :

« Aviateur militaire du plus haut mérite, sert depuis le début de la guerre dans l'armée russe, où il est devenu un aide précieux du commandement. A, par sa hardiesse, obtenu le grade d'adjudant, et, à quatre reprises différentes, la médaille et la croix de St-Georges. Fait le plus grand honneur à l'armée française. »
.
- croix de Sainte-Anne
- croix de Saint-Vladimir

### France
- médaille militaire
- Chevalier de la Légion d'honneur et citation à l'ordre de l'armée du sous-lieutenant de réserve Alphonse Poiré, à la mission d'aviation française en Russie, en date du 21 août 1916[3] :

« Excellent pilote qui a rendu dans l'aviation russe les plus brillants services depuis le début de la campagne. S'est toujours signalé par sa bravoure, son énergie et son entrain. A exécuté de très nombreuses reconnaissances au-dessus des lignes ennemies, rapportant chaque fois des renseignements très précieux pour l'armée alliée. Déjà médaillé militaire pour fait de guerre. »

.